# 台湾山柚属
台湾山柚属（学名：Champereia）为山柚子科的一属植物。

## 下属分类
- 台湾山柚 Champereia manillana (Blume) Merr.